# Dichromodes exsignata
Dichromodes exsignata là một loài bướm đêm trong họ Geometridae.